# Андре Насіменту
Андре Насіменту  (порт. André Nascimento, 4 березня 1979) — бразильський волейболіст, олімпійський чемпіон.

## Виступи на Олімпіадах
| Олімпіада  | Дисципліна | Місце |
| ---------- | ---------- | ----- |
| Афіни 2004 | волейбол   | 1     |
| Пекін 2008 | волейбол   | 2     |